# Beautiful Liar (песня Monsta X)
«Beautiful Liar» — песня южнокорейского бой-бэнда Monsta X, выпущенная 9 января 2023 года на лейбле Starship Entertainment, а дистрибуцию осуществила компания Kakao M.

## Релиз и продвижение
12 декабря 2022 года в официальных социальных сетях Monsta X было объявлено об их возвращении 9 января следующего года. 20 декабря был продемонстрирован трек-лист, где впервые был показан «Beautiful Liar». 9 января вместе с альбомом Reason вышла экранизация в виде клипа на этот трек. 12 января коллектив впервые выступил вживую с песней на M Countdown. Далее они продолжили продвигаться на корейских музыкальных шоу, 13 января они выступили на Music Bank, на следующий день Show! Music Core, а 15 января на Inkigayo. 20 января группа одержала победу с треком на Music Bank.

## Композиция
В написании слов композиции приняли участие три участника группы Им Чангюн, Ли Чжухон и Чё Хёнвон, а также корейские продюсеры Ким Ын-Чжу и Brother Su. Композиторами стали Райан С. Джун, Марк Сибли, Натан Каннингем, Джош Камби, SLAY, AVIN, Лорен Акилина и Маркус Андерссон. В описании альбома Reason жанром «Beautiful Liar» был назван «гимновый ареновый рок». Основным жанром трека был назван панк-рок. В Billboard жанры песни были названы фанк, глэм-метал, дэнс-поп и хип-хоп. В композиции поётся про причины любви, «кроющахся в самых экстремальных и опасных отношениях».

## Приём

### Коммерческий успех
После релиза, «Beautiful Liar» возглавила чарт треков iTunes Top Song а также K-pop Song Chart в этом же сервисе. Трек также дебютировал на 8 месте в чарте Billboard World Digital Song Sales за неделю с 6 по 12 января.
В Корее композиция попала в такие чарты, как Melon, Bugs! и Genie. Песня также попала на 15 место в чарте Circle Digital Chart в недельном чарте с по 14 января. Экранизация в виде клипа собрала 505,341 тысяч просмотров, попав на пятое место в чарте клипов YouTube Music Korea.

### Отзывы критиков
Трек получил положительные отзывы критиков. Дивьянша Донгре из индийского подразделения Rolling Stone отметила в треке «одновременно визуальное и звуковое удовольствие». Джейсон Липшуц из Billboard добавил композицию в список «10 крутых новых поп-песен, которые помогут пережить неделю», где он похвалил трек и написал, что «Beautiful Liar»: «сохраняет свои амбиции в центре внимания». Доня Моменян из Teen Vogue отметила, что «группа предлагает новый образ и демонстрирует новую сторону фирменного стиля, на разработку которого они потратили почти десятилетие».